# Aue (Molauer Land)
Aue (Ausspracheⓘ) ist ein Ortsteil der Gemeinde Molauer Land im Burgenlandkreis in Sachsen-Anhalt.

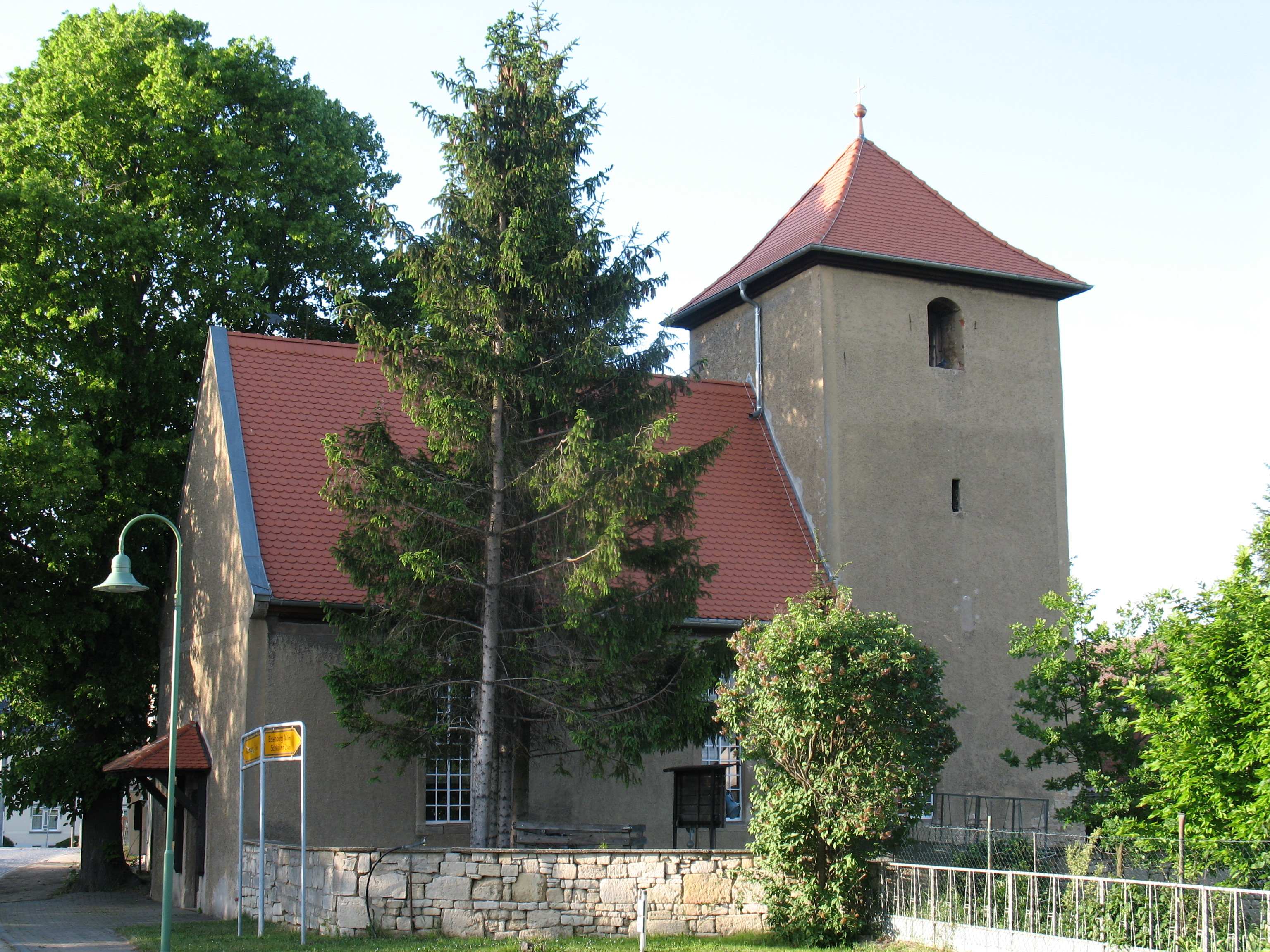
Dorfkirche

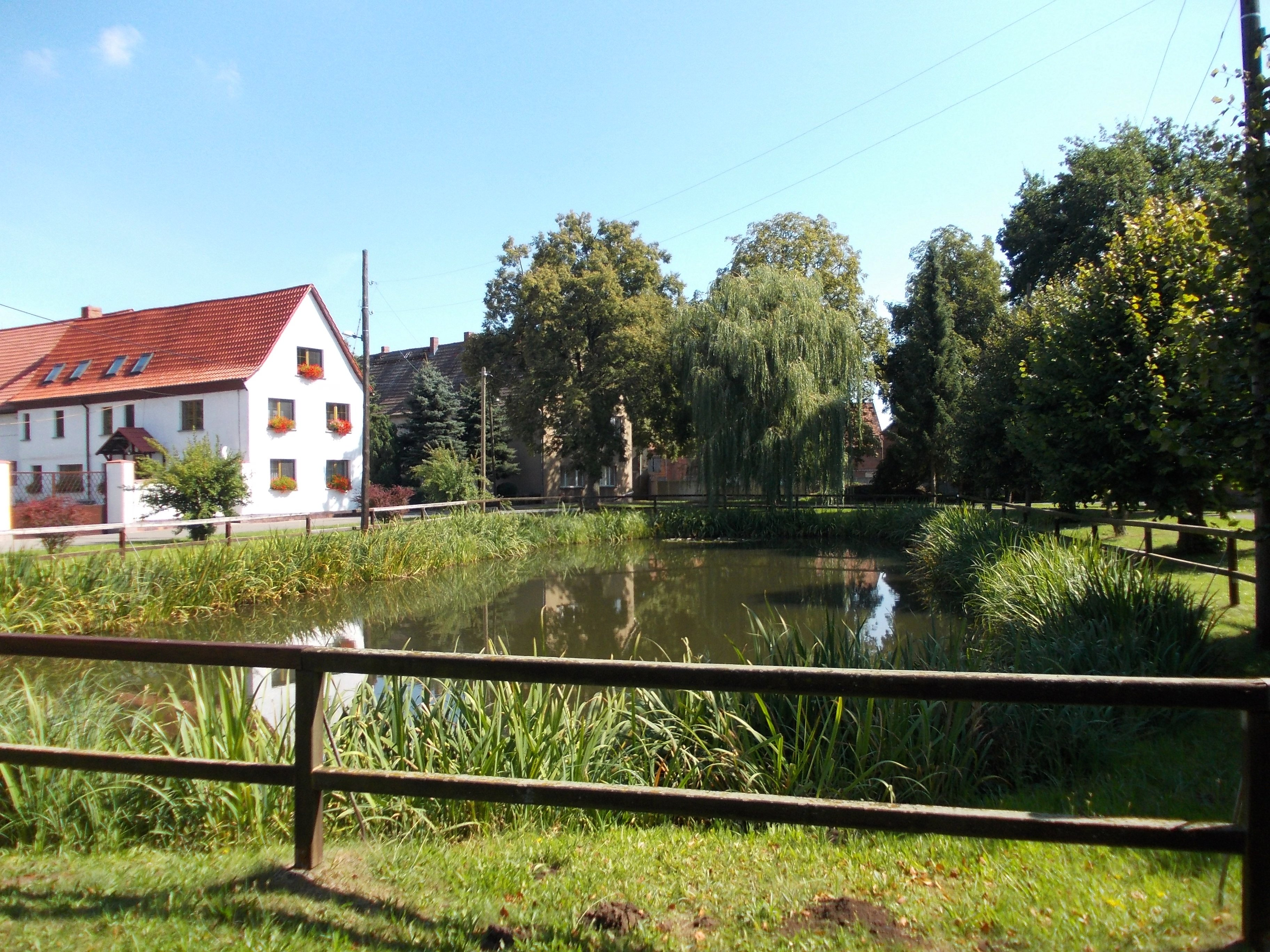
Dorfteich

## Geografie
Aue liegt ca. 14 km südlich von Naumburg (Saale).

## Geschichte
1295 erfolgte die erste urkundliche Erwähnung von Aue in der Geschichte des Hochstifts Naumburg. Der Ort wurde einst als Angerdorf angelegt.
Aue gehörte wie Molau bis 1826 zum Nordteil des Kreisamts Eisenberg. Das wettinische Kreisamt Eisenberg gehörte aufgrund mehrerer Teilungen im Lauf seines Bestehens zu verschiedenen Ernestinischen Herzogtümern. 1826 kamen Molau und Aue vom Herzogtum Sachsen-Gotha-Altenburg zum Herzogtum Sachsen-Meiningen und wurden Teil der Exklave Camburg. Von 1922 bis 1939 gehörten sie zur Kreisabteilung Camburg. Bis 1952 gehörte Aue wie die meisten heutigen Ortsteile der Gemeinde Molauer Land zu Thüringen.
Am 1. Januar 1957 wurde die bis dahin selbständige Gemeinde Aue nach Molau eingemeindet. Durch den Zusammenschluss der bis dahin selbstständigen Gemeinden Abtlöbnitz, Casekirchen, Leislau und Molau zur neuen Gemeinde Molauer Land ist Aue seit dem 1. Januar 2010 einer von elf Ortsteilen dieser Gemeinde.

## Persönlichkeiten
- Bernhard Becker  (* 23. Mai 1826 in Aue; † 15. Januar 1882 in Lützen), Gründer des Allgemeinen Deutschen Arbeitervereins (ADAV) und Schriftsteller
- Julius Krebs, Lehrer und Historiker, (* 25. Juni 1846 in Aue; † 3. Februar 1924 in Breslau)